# Maurerkelle

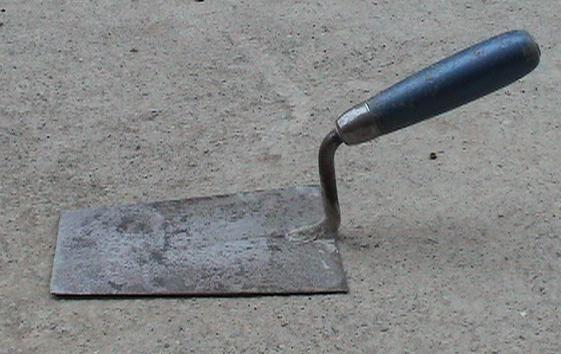
Putzerkelle mit geradem Hals

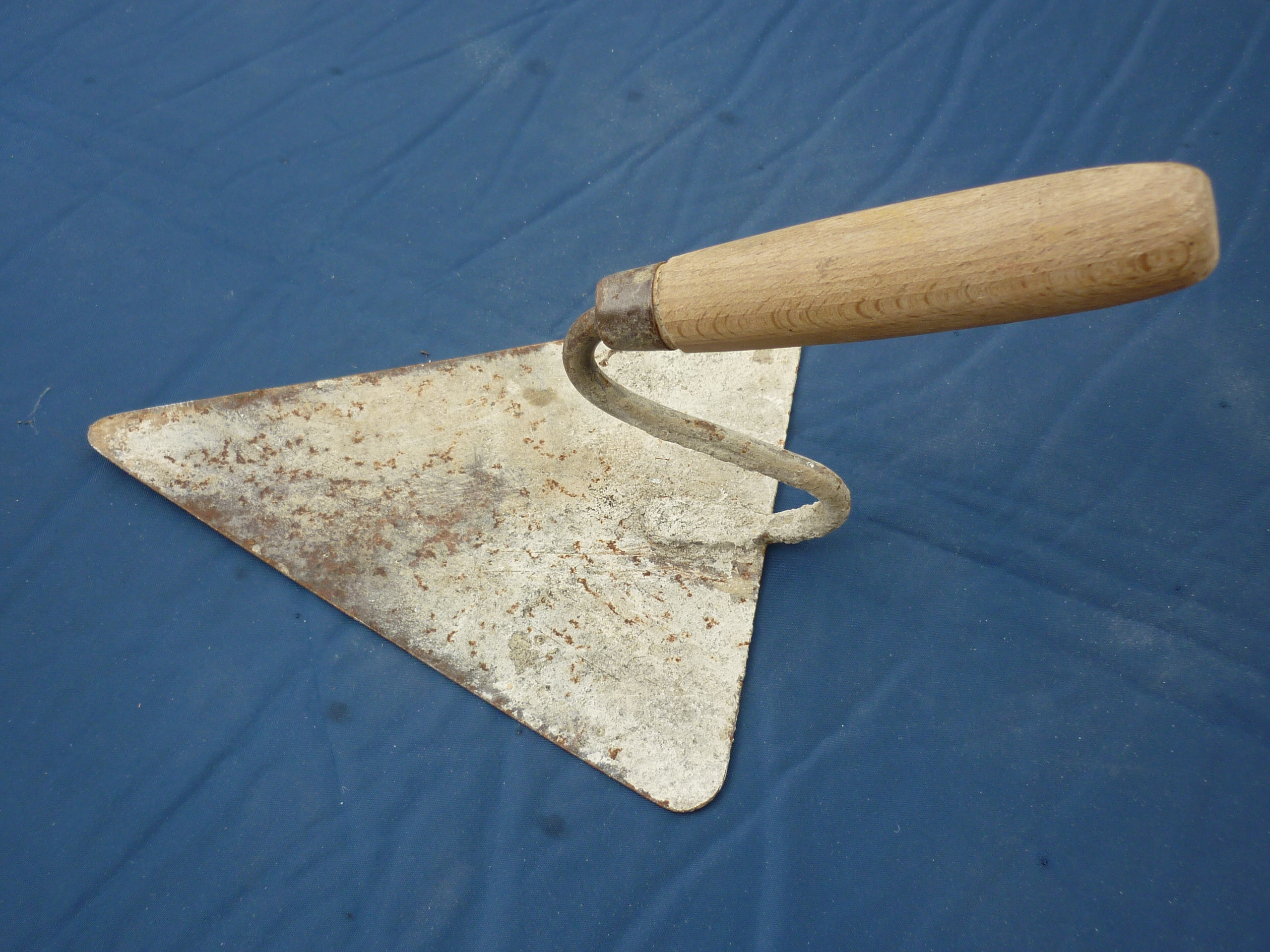
Dreieckskelle, genannt Berliner Kelle

Die Maurerkelle, die auch als Putzkelle bezeichnet wird (im Rheinland auch Traufel oder Truffel) ist ein Werkzeug des Maurers zur Verarbeitung des Mörtels beim Mauern oder Putzen. Das Kellenblatt kann eine dreieckige oder viereckige Grundform besitzen.

## Beschaffenheit
Der Griff ist durch eine geschwungene Verbindung (S-Form, auch Schwanenhals genannt) mit dem Kellenblatt verbunden. Kellen mit einem geraden Hals und einem trapezförmigen Blatt sind Putzerkellen. Von Fliesenlegern werden Kellen mit einem ellipsenförmigen Blatt (Herzkelle) verwendet. Die Seitenlänge der Kelle sollte mit der Mauersteinlänge (Normalformatstein: Länge = 24 cm, Breite = 11,5 cm, Höhe = 7,1 cm) annähernd identisch sein, damit der aufgenommene Mörtel für einen Ziegelstein das Mörtelbett voll ausfüllen kann.

## Anwendung

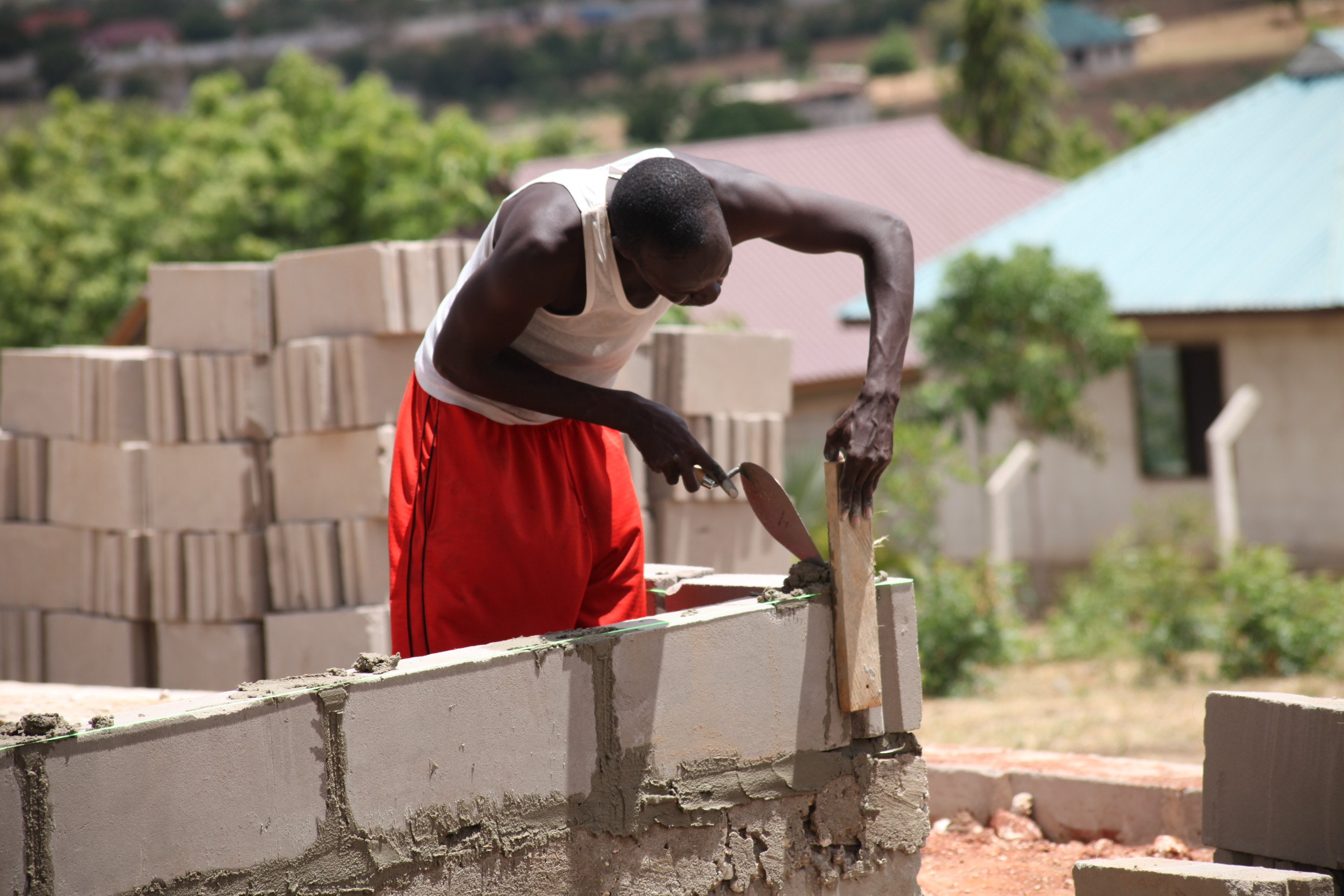
Maurer mit seiner Kelle

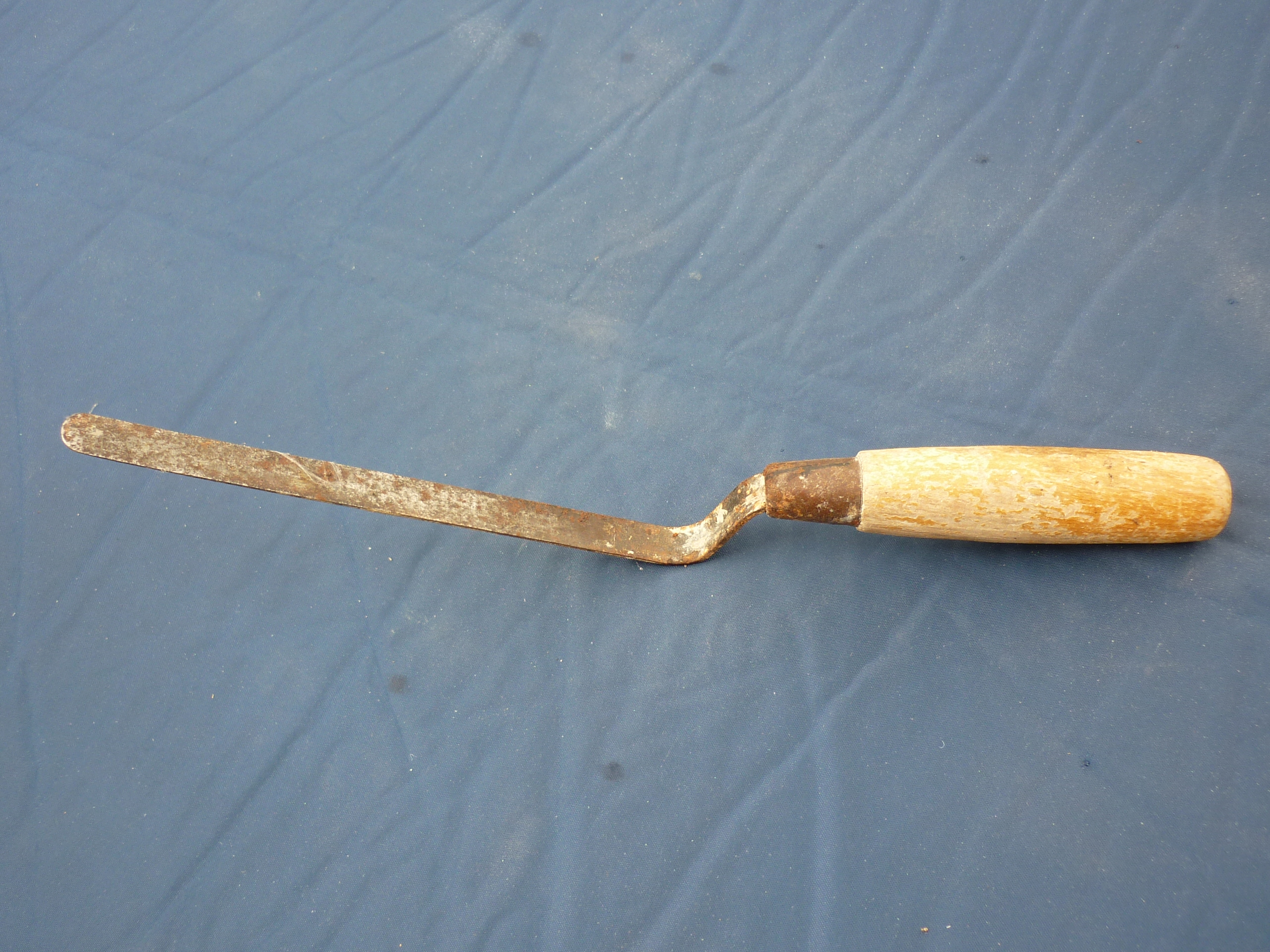
Fugenkelle bzw. Fugeisen

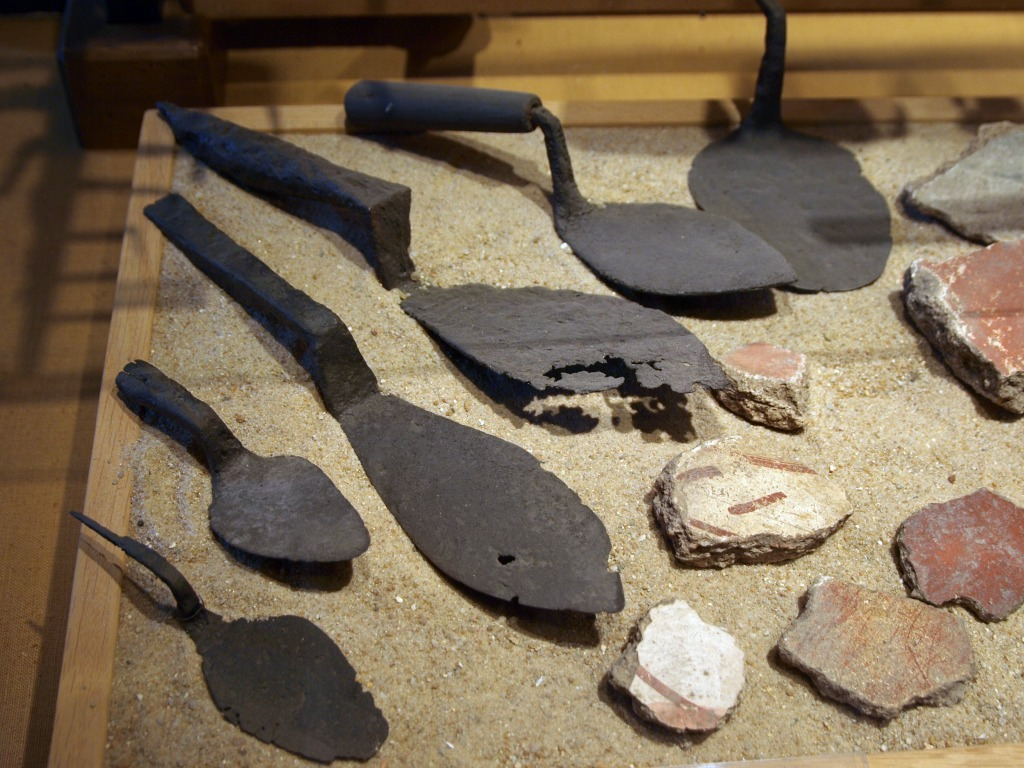
Antike römische Kellen (1. bis 3. Jahrhundert n. Chr.) mit ellipsenförmigem Kellenblatt

Bei der Auswahl einer Kelle in Dreiecksform (Berliner Kelle) muss auf einen günstigen Schwerpunkt geachtet werden. Dieser wird ermittelt, indem die Kelle genau unterhalb des Griffes aufgelegt wird (zum Beispiel auf den Zeigefinger). Das Kellenblatt sollte in der Lotrichtung einpendeln. Dies ist wichtig, da bei Aufnahme des Mörtels und gerade beim Putzen das Gewicht mit dem Handgelenk ausbalanciert werden muss. Ebenso ist es wichtig, dass die Achse des Kellengriffes genau auf die Kellenspitze zeigt. Da dies oft nicht der Fall ist, richtet sich der Maurer seine Kelle oft mit dem Hammer selber zu.
Die Dreieckskelle wird auch zum Putzen größerer Flächen benutzt. Dabei wird nach Aufnahme des Putzmörtels die Kelle von der Fläche weggeführt, um Schwung zu holen. Dann wird die Kelle aus dem Handgelenk so gedreht, dass das Blatt in die Senkrechte kommt. Durch die Drehbewegung wird die Masse auf das Kellenblatt gepresst. Die Blattoberseite mit dem Mörtel zeigt jetzt in Richtung zur Wandfläche. Die Kelle wird jetzt an die Stelle geführt, an der der Mörtel anhaften soll. Durch seitliches Wegziehen der Kelle (Rückhand: vom Körper weg, Vorhand: zum Körper hin) wird der Mörtel vom Kellenblatt gelöst. Hierbei wird die Blattseite, von der sich der Mörtel löst, parallel so an der Wand entlanggeführt, dass sich die Masse in die gewünschte Richtung verteilt.
Die Vierecksform eignet sich auch für den Schornsteinbau mit engen Schloten, wobei der überstehende Mörtel im Schlot abgezogen und die Fugen geschlossen werden können. Für Putzarbeiten ist die Vierecksform wenig geeignet. Benutzt wird die Viereckskelle aber auch oft zum Ankeilen von Randsteinen wie z. B. im Garten- und Landschaftsbau oder auch zum Anrühren von Mörtel. Ebenfalls verwendet werden Maurerkellen von Baustoffprüfern bei der Feststellung geforderter Eigenschaften von Beton auf der Baustelle und im Labor (Einfüllen in Prüfgeräte, Entleeren des Mischers etc.).

## Varianten
Vor Erfindung der Putzmaschine wurden spezielle Putzkellen mit sehr großem Blatt benutzt, um eine möglichst große Fläche schnell anwerfen zu können.
Es gibt zahlreiche Spezialkellen wie beispielsweise:
- Berliner Kelle
- Spitzkelle
- Fugenkelle
- Glättkelle (oder Traufel)
- Zungenkelle, Katzenzunge, eine Kelle mit abgerundeter Spitze

Kleinere Dreieckskellen werden auch bei archäologischen Ausgrabungen für das sorgfältige und langsame Abtragen von Erd- und Kulturschichten verwendet. Wegen der dabei mitunter auftretenden großen Hebelkräfte werden dafür Kellen bevorzugt, deren Metallteile aus einem Stück bestehen.

## Heraldik
Die Maurerkelle, auch als Mauerkelle oder kurz nur als Kelle bezeichnet, ist in der Heraldik eine gemeine Figur und erst in der neueren Heraldik im Wappenschild zu finden.
Dargestellt wird die Maurerkelle nach dem Vorbild des gleichnamigen Werkzeuges. Gewöhnlich erscheint die Kelle zweidimensional und das Kellenblatt zeigt in Richtung oberen Schildrand als Grundstellung. Eine drei- oder viereckige Kelle und abweichende Stellungen sollten immer gemeldet werden. Die Maurerkelle ist dann z. B. „gestürzt“ oder mit der Spitze zum Schildfuß zeigend zu blasonieren. Verschiedene Bezeichnungen für die Kelle sind spezifisch zu erwähnen, wenn diese im Wappen sind, haben aber in der Darstellung im Wappenschild oder Feld keine besonderen Auswirkungen. So kann in der Gruppe Kelle eine Traufel, die Berliner Kelle oder die Spitz- und Putzkelle oder Fugenkelle, aber auch die Glättkelle sein. Die Farbgebung ist mit allen heraldischen Tinkturen möglich, ist aber oft nur im Griff verschieden.
Johann Ohnefurcht verwendete die Maurerkelle als Badge und Ausdruck seiner Devise „Ich houd – Ich halte stand“.
Die Maurerkelle ist auch das Symbol im Handwerker- oder Gewerbewappen.

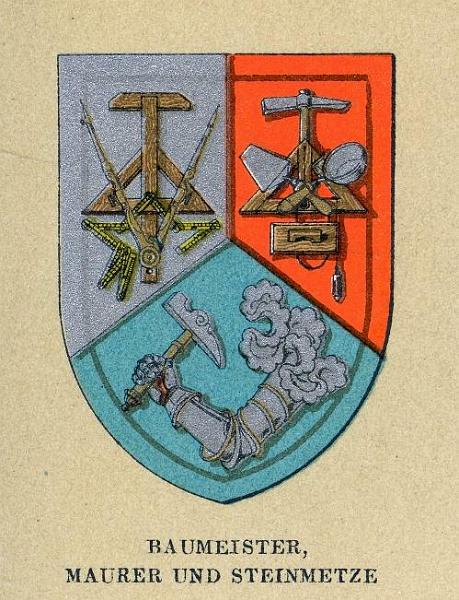
Maurerkelle in einem Wiener Gewerbewappen
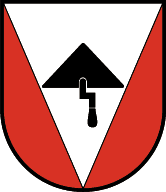
Strengen
Maurerkelle in einem Zunftwappen
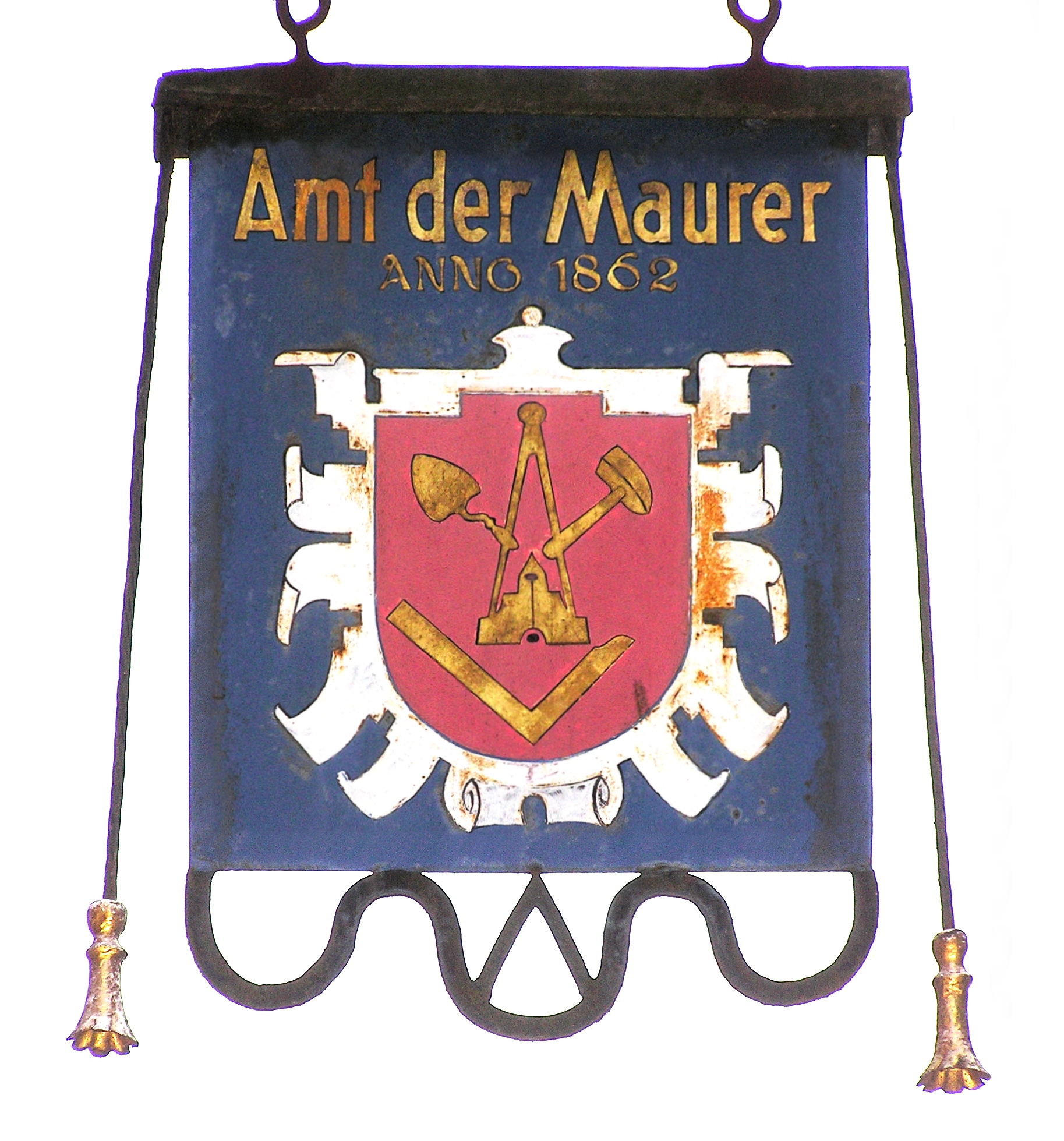
Maurerkelle in einem Zunftwappen
Maurerkelle im Wappen von Ratshausen